# Gran Premio motociclistico di Spagna 1993
Il Gran Premio motociclistico di Spagna 1993 fu il quarto appuntamento del motomondiale 1993.
Si svolse il 2 maggio 1993 sul circuito di Jerez de la Frontera e registrò la vittoria di Kevin Schwantz nella classe 500, di Tetsuya Harada nella classe 250 e di Kazuto Sakata nella classe 125.
In 250, durante le prove di qualificazione del sabato, il pilota giapponese Nobuyuki Wakai all'uscita dai box investe un tifoso italiano amico del motociclista Loris Reggiani, andando a sbattere la testa sullo spigolo del muretto dei box. Muore all'ospedale "Virgin del Rossio" di Siviglia alle ore 19:30, anche se era già stato giudicato clinicamente morto prima dell'arrivo in ospedale.
Numerose polemiche seguirono alla notizia del decesso del pilota giapponese, in quanto il tifoso non era autorizzato all'accesso nella zona dei box e nonostante questo ha attraversato la corsia in prossimità dell'uscita, quando Wakai era in piena accelerazione per introdursi in pista. A seguito di questo drammatico evento venne introdotto il limite di velocità nella corsia dei box.

## Classe 500

### Arrivati al traguardo
| Pos. | Nº | Pilota           | Squadra                 | Motocicletta  | Giri | Tempo     | Griglia | Punti |
| ---- | -- | ---------------- | ----------------------- | ------------- | ---- | --------- | ------- | ----- |
| 1º   | 34 | Kevin Schwantz   | Lucky Strike Suzuki     | Suzuki        | 27   | 47:39.627 | 1       | 25    |
| 2º   | 1  | Wayne Rainey     | Marlboro Team Roberts   | Yamaha        | 27   | +1.664    | 3       | 20    |
| 3º   | 8  | Àlex Crivillé    | Marlboro Honda Pons     | Honda         | 27   | +12.280   | 6       | 16    |
| 4º   | 2  | Mick Doohan      | Rothmans Honda          | Honda         | 27   | +26.183   | 7       | 13    |
| 5º   | 7  | Luca Cadalora    | Marlboro Team Roberts   | Yamaha        | 27   | +47.828   | 4       | 11    |
| 6º   | 4  | Daryl Beattie    | Rothmans Honda          | Honda         | 27   | +54.886   | 11      | 10    |
| 7º   | 11 | Niall Mackenzie  | Valvoline Team WCM      | ROC Yamaha    | 27   | +1:02.335 | 8       | 9     |
| 8º   | 30 | Juan López Mella | Lopez Mella Racing      | ROC Yamaha    | 27   | +1:06.680 | 10      | 8     |
| 9º   | 29 | Sean Emmett      | Shell Team Harris       | Harris Yamaha | 27   | +1:19.312 | 20      | 7     |
| 10º  | 15 | Tsutomu Udagawa  | Team Udagawa            | ROC Yamaha    | 27   | +1:40.054 | 15      | 6     |
| 11º  | 38 | Corrado Catalano | Team ROC                | ROC Yamaha    | 26   | +1 giro   | 24      | 5     |
| 12º  | 36 | Lucio Pedercini  | Team Pedercini          | ROC Yamaha    | 26   | +1 giro   | 18      | 4     |
| 13º  | 27 | Renzo Colleoni   | Team Elit               | ROC Yamaha    | 26   | +1 giro   | 14      | 3     |
| 14º  | 32 | José Kuhn        | Euromoto                | ROC Yamaha    | 26   | +1 giro   | 23      | 2     |
| 15º  | 23 | Serge David      | Team ROC                | ROC Yamaha    | 26   | +1 giro   | 25      | 1     |
| 16º  | 24 | Cees Doorakkers  | Doorakkers Racing       | Harris Yamaha | 26   | +1 giro   | 29      |       |
| 17º  | 22 | Kevin Mitchell   | MBM Racing              | ROC Yamaha    | 26   | +1 giro   | 26      |       |
| 18º  | 33 | Andreas Meklau   | Austrian Racing Company | ROC Yamaha    | 26   | +1 giro   | 27      |       |
| 19º  | 40 | Jehan d'Orgeix   | Yamaha Motor France     | Yamaha        | 26   | +1 giro   | 22      |       |
| 20º  | 31 | Bruno Bonhuil    | MTD Objectif 500        | ROC Yamaha    | 26   | +1 giro   | 33      |       |

### Ritirati
| Nº | Pilota            | Squadra               | Motocicletta  | Giri | Griglia |
| -- | ----------------- | --------------------- | ------------- | ---- | ------- |
| 9  | Alex Barros       | Lucky Strike Suzuki   | Suzuki        | 24   | 2       |
| 21 | Laurent Naveau    | Euro Team             | ROC Yamaha    | 18   | 16      |
| 20 | Jeremy McWilliams | Millar Racing         | Yamaha        | 18   | 17      |
| 25 | Thierry Crine     | Ville de Paris        | ROC Yamaha    | 14   | 19      |
| 16 | Michael Rudroff   | Rallye Sport          | Harris Yamaha | 11   | 21      |
| 37 | Simon Crafar      | Peter Graves Racing   | Harris Yamaha | 10   | 28      |
| 12 | Mat Mladin        | Cagiva Team Agostini  | Cagiva        | 10   | 12      |
| 6  | Shin'ichi Itō     | HRC Rothmans Honda    | Honda         | 7    | 9       |
| 14 | Marco Papa        | Librenti Corse        | Librenti      | 6    | 34      |
| 5  | Doug Chandler     | Cagiva Team Agostini  | Cagiva        | 4    | 5       |
| 44 | Allan Scott       | Team Harris           | Harris Yamaha | 3    | 32      |
| 28 | John Reynolds     | Padgett's Motorcycles | Harris Yamaha | 1    | 13      |
| 35 | Jean Luc Romanens | Argus Racing          | ROC Yamaha    | 1    | 30      |

### Non partito
| Nº | Pilota         | Squadra             | Motocicletta | Griglia |
| -- | -------------- | ------------------- | ------------ | ------- |
| 18 | Bernard Garcia | Yamaha Motor France | ROC Yamaha   | 31      |

## Classe 250

### Arrivati al traguardo
| Pos | Nº | Pilota                   | Moto    | Giri | Tempo     | Griglia | Punti |
| --- | -- | ------------------------ | ------- | ---- | --------- | ------- | ----- |
| 1   | 31 | Tetsuya Harada           | Yamaha  | 26   | 46:22.519 | 1       | 25    |
| 2   | 5  | Max Biaggi               | Honda   | 26   | +4.717    | 3       | 20    |
| 3   | 17 | Jean-Philippe Ruggia     | Aprilia | 26   | +4.908    | 2       | 16    |
| 4   | 19 | John Kocinski            | Suzuki  | 26   | +13.943   | 10      | 13    |
| 5   | 4  | Helmut Bradl             | Honda   | 26   | +24.795   | 9       | 11    |
| 6   | 11 | Wilco Zeelenberg         | Aprilia | 26   | +32.284   | 11      | 10    |
| 7   | 18 | Tadayuki Okada           | Honda   | 26   | +36.275   | 8       | 9     |
| 8   | 10 | Doriano Romboni          | Honda   | 26   | +41.176   | 6       | 8     |
| 9   | 7  | Jochen Schmid            | Yamaha  | 26   | +45.326   | 13      | 7     |
| 10  | 65 | Loris Capirossi          | Honda   | 26   | +45.422   | 4       | 6     |
| 11  | 34 | Luis d'Antín             | Honda   | 26   | +45.457   | 14      | 5     |
| 12  | 3  | Pierfrancesco Chili      | Yamaha  | 26   | +55.208   | 7       | 4     |
| 13  | 28 | Adrian Bosshard          | Honda   | 26   | +58.483   | 16      | 3     |
| 14  | 44 | Jean-Michel Bayle        | Aprilia | 26   | +1:02.020 | 21      | 2     |
| 15  | 16 | Andreas Preining         | Aprilia | 26   | +1:17.930 | 20      | 1     |
| 16  | 27 | Frédéric Protat          | Aprilia | 26   | +1:22.214 | 22      |       |
| 17  | 30 | Juan Borja               | Honda   | 26   | +1:22.611 | 24      |       |
| 18  | 20 | Eskil Suter              | Aprilia | 26   | +1:22.614 | 19      |       |
| 19  | 23 | Bernard Haenggeli        | Aprilia | 26   | +1:28.328 | 26      |       |
| 20  | 12 | Gabriele Debbia          | Honda   | 26   | +1:36.157 | 23      |       |
| 21  | 22 | Luis Maurel              | Aprilia | 26   | +1:44.016 | 28      |       |
| 22  | 32 | Volker Bähr              | Honda   | 26   | +1:44.077 | 32      |       |
| 23  | 25 | Jurgen van den Goorbergh | Aprilia | 26   | +1:49.856 | 27      |       |
| 24  | 53 | Alex Sirera              | Yamaha  | 25   | +1 giro   | 33      |       |

### Ritirati
| Nº | Pilota                    | Moto    | Giri | Griglia |
| -- | ------------------------- | ------- | ---- | ------- |
| 6  | Alberto Puig              | Honda   | 17   | 12      |
| 24 | Patrick van den Goorbergh | Aprilia | 15   | 17      |
| 43 | Massimo Pennacchioli      | Honda   | 13   | 34      |
| 14 | Nobuatsu Aoki             | Honda   | 6    | 15      |
| 21 | Paolo Casoli              | Gilera  | 5    | 18      |
| 26 | Bernd Kassner             | Aprilia | 3    | 29      |
| 13 | Loris Reggiani            | Aprilia | 1    | 5       |
| 39 | Alessandro Gramigni       | Gilera  | 0    | 30      |

### Non partiti
| Nº | Pilota              | Moto    | Griglia |
| -- | ------------------- | ------- | ------- |
| 8  | Carlos Cardús       | Honda   | 25      |
| 15 | Nobuyuki Wakai      | Suzuki  | 31      |
| 51 | Jean Pierre Jeandat | Aprilia | 35      |

### Non qualificato
| Nº | Pilota          | Moto   |
| -- | --------------- | ------ |
| 54 | Miguel Castilla | Yamaha |

## Classe 125

### Arrivati al traguardo
| Pos | Nº | Pilota             | Moto      | Giri | Tempo     | Griglia | Punti |
| --- | -- | ------------------ | --------- | ---- | --------- | ------- | ----- |
| 1   | 8  | Kazuto Sakata      | Honda     | 23   | 43:17.138 | 2       | 25    |
| 2   | 3  | Ralf Waldmann      | Aprilia   | 23   | +0.602    | 3       | 20    |
| 3   | 36 | Takeshi Tsujimura  | Honda     | 23   | +13.620   | 5       | 16    |
| 4   | 12 | Herri Torrontegui  | Aprilia   | 23   | +18.260   | 12      | 13    |
| 5   | 7  | Noboru Ueda        | Honda     | 23   | +20.314   | 11      | 11    |
| 6   | 15 | Oliver Petrucciani | Aprilia   | 23   | +22.190   | 13      | 10    |
| 7   | 6  | Jorge Martínez     | Honda     | 23   | +24.858   | 9       | 9     |
| 8   | 14 | Oliver Koch        | Honda     | 23   | +29.991   | 10      | 8     |
| 9   | 28 | Luigi Ancona       | Honda     | 23   | +46.204   | 23      | 7     |
| 10  | 11 | Peter Öttl         | Aprilia   | 23   | +47.215   | 17      | 6     |
| 11  | 21 | Stefan Kurfiss     | Aprilia   | 23   | +53.324   | 24      | 5     |
| 12  | 25 | Neil Hodgson       | Honda     | 23   | +53.426   | 29      | 4     |
| 13  | 27 | Julián Miralles    | Honda     | 23   | +58.719   | 25      | 3     |
| 14  | 19 | Kin'ya Wada        | Honda     | 23   | +1:02.357 | 22      | 2     |
| 15  | 33 | Stefan Prein       | Honda     | 23   | +1:09.856 | 31      | 1     |
| 16  | 43 | Manuel Hernández   | Aprilia   | 23   | +1:23.214 | 33      |       |
| 17  | 10 | Hans Spaan         | Rumi      | 23   | +1:28.618 | 30      |       |
| 18  | 22 | Lucio Cecchinello  | Gazzaniga | 23   | +1:28.668 | 34      |       |
| 19  | 24 | Haruchika Aoki     | Honda     | 23   | +1:47.965 | 18      |       |

### Ritirati
| Nº | Pilota            | Moto    | Giri | Griglia |
| -- | ----------------- | ------- | ---- | ------- |
| 17 | Akira Saitō       | Honda   | 20   | 15      |
| 2  | Fausto Gresini    | Honda   | 19   | 6       |
| 30 | Giovanni Palmieri | Aprilia | 19   | 14      |
| 16 | Ezio Gianola      | Honda   | 18   | 16      |
| 20 | Manfred Baumann   | Honda   | 14   | 26      |
| 53 | José Luis Cardoso | Aprilia | 14   | 32      |
| 38 | Emilio Cuppini    | Aprilia | 9    | 27      |
| 34 | Stefano Caracchi  | Rumi    | 9    | 35      |
| 23 | Maik Stief        | Honda   | 9    | 20      |
| 4  | Bruno Casanova    | Aprilia | 4    | 4       |
| 32 | Masafumi Ono      | Honda   | 2    | 7       |
| 35 | Loek Bodelier     | Honda   | 2    | 19      |
| 29 | Arie Molenaar     | Honda   | 2    | 28      |
| 5  | Dirk Raudies      | Honda   | 1    | 1       |
| 9  | Carlos Giró       | Aprilia | 1    | 8       |
| 54 | José Luis Rabadán | Aprilia | 0    | 21      |